# Клітій (вазописець)
Клітій (грец. Κλειτίας) — давньогрецький аттичний вазописець, працював у чорнофігурній техніці близько 580–550 років до н. е.
Історики мистецтва приписують авторству Клітія п'ять ваз (чотири з них містять підпис гончара Ерготима) — дві збережені донині, а також кілька фрагментів ваз, ідентифікованих за написом або стилістичним характеристиками. Найвідоміша робота Клітія — так звана, Ваза Франсуа, датована близько 570 до н. е. Ваза унікальна тим, що на її шести фризах зображено понад дві сотні різних фігур.